# Красная книга (монеты)
Красная книга — серия памятных монет Центрального банка Российской Федерации, посвящённых редким и находящимся под угрозой исчезновения видам животных, внесённых в Красную книгу России.
Серия «Красная книга», выпускающаяся с 1991 по 1994 год, состоит из 15 монет, отчеканенных из медно-никелевого сплава (2 монеты номиналом 5 рублей, 3 монеты номиналом 10 рублей, 10 монет номиналом 50 рублей) и 60 монет, отчеканенных из серебра 900 и 925 пробы (45 монет номиналом 1 рубль и 15 монет номиналом 2 рубля).

## Серебряные монеты

### Выпуск 1993 года
| Изображение | Описание | Примечание |
| ----------- | --- | --- |
|             | В центре диска — эмблема Банка России (двуглавый орёл художника И. Билибина), под ним: слева — обозначение металла, проба сплава, в центре — товарный знак монетного двора, справа — содержание драгоценного металла в чистоте. По окружности надписи, обрамлённые кругом из точек: вверху — «ОДИН РУБЛЬ 1993 г.», внизу — «БАНК РОССИИ». | Единый аверс для серебряных монет данной серии 1993 года. - Дата выпуска: 29 сентября 1993 года - Чеканка: Ленинградский монетный двор (ЛМД). - Оформление гурта: 252 рифления. |
|             | Амурский тигр В центре — изображение амурского тигра на фоне растительности, справа от изображения — надпись по окружности: «АМУРСКИЙ ТИГР». | - Каталожный номер: 5109-0001 - Художник: М. А. Сыса. - Скульптор: И. С. Комшилов. Первая серебряная монета Банка России номиналом 1 рубль.                                     |
|             | Винторогий козёл (мархур) В центре — изображение винторогого козла, стоящего на скале, по окружности — надпись: «ВИНТОРОГИЙ КОЗЁЛ». | - Каталожный номер: 5109-0002 - Художник: М. А. Сыса. - Скульптор: И. С. Комшилов.                                                                                              |
|             | Рыбный филин В центре — изображение рыбного филина на фоне водорослей, справа от изображения — надпись по окружности: «РЫБНЫЙ ФИЛИН». | - Каталожный номер: 5109-0003 - Художник: М. А. Сыса. - Скульптор: А. В. Бакланов.                                                                                              |

| Номинал | Качество | Металл, проба    | Масса общая, г | Содержание химически чистого металла не менее, г | Диаметр, мм   | Толщина, мм  | Тираж, шт.             |
| ------- | -------- | ---------------- | -------------- | ------------------------------------------------ | ------------- | ------------ | ---------------------- |
| 1 рубль | пруф     | серебро 900/1000 | 17,44 (±0,16)  | 15,55                                            | 33,00 (±0,20) | 2,40 (±0,20) | 50 000 (каждой монеты) |

### Выпуск 1994 года
| Изображение | Описание | Примечание |
| ----------- | --- | --- |
|             | В центре диска — эмблема Банка России (двуглавый орёл художника И. Билибина), под ним: слева — обозначение металла, проба сплава, в центре — товарный знак монетного двора, справа — содержание драгоценного металла в чистоте. По окружности надписи, обрамлённые кругом из точек: вверху — «ОДИН РУБЛЬ 1994 г.», внизу — «БАНК РОССИИ». | Единый аверс для серебряных монет данной серии 1994 года. - Дата выпуска: 11 октября 1994 года - Чеканка: Ленинградский монетный двор (ЛМД). - Оформление гурта: 252 рифления. |
|             | Краснозобая казарка В центре — рельефное изображение краснозобой казарки на фоне растительности, ниже по окружности — надпись: «КРАСНОЗОБАЯ КАЗАРКА». | - Каталожный номер: 5109-0004 - Художник: А. В. Бакланов. - Скульпторы: С. М. Иванов, И. С. Комшилов.                                                                          |
|             | Среднеазиатская кобра В центре — рельефное изображение среднеазиатской кобры на фоне растительности, ниже по окружности — надпись: «СРЕДНЕАЗИАТСКАЯ КОБРА». | - Каталожный номер: 5109-0005 - Художник: А. В. Бакланов. - Скульпторы: С. М. Иванов, Л. С. Комшилов.                                                                          |
|             | Гималайский медведь В центре — рельефное изображение гималайского медведя на фоне растительности, ниже по окружности — надпись: «ГИМАЛАЙСКИЙ МЕДВЕДЬ». | - Каталожный номер: 5109-0006 - Художник: А. В. Бакланов. - Скульпторы: С. М. Иванов, А. А. Долгополова.                                                                       |

| Номинал | Качество | Металл, проба    | Масса общая, г | Содержание химически чистого металла не менее, г | Диаметр, мм   | Толщина, мм  | Тираж, шт.             |
| ------- | -------- | ---------------- | -------------- | ------------------------------------------------ | ------------- | ------------ | ---------------------- |
| 1 рубль | пруф     | серебро 900/1000 | 17,44 (±0,16)  | 15,55                                            | 33,00 (±0,20) | 2,40 (±0,20) | 50 000 (каждой монеты) |

### Выпуск 1995 года
| Изображение | Описание | Примечание |
| ----------- | --- | --- |
|             | В центре диска — эмблема Банка России (двуглавый орёл художника И. Билибина), под ним: слева — обозначение металла, проба сплава, в центре — товарный знак монетного двора, справа — содержание драгоценного металла в чистоте. По окружности надписи, обрамлённые кругом из точек: вверху — «ОДИН РУБЛЬ 1995 г.», внизу — «БАНК РОССИИ». | Единый аверс для серебряных монет данной серии 1995 года. - Дата выпуска: 24 октября 1995 года - Чеканка: Ленинградский монетный двор (ЛМД). - Оформление гурта: 252 рифления. |
|             | Дальневосточный аист В центре — изображение дальневосточного аиста на фоне растительности, вверху слева от изображения — надпись по окружности: «ДАЛЬНЕВОСТОЧНЫЙ АИСТ». | - Каталожный номер: 5109-0007 - Художник: А. В. Бакланов. - Скульптор: И. С. Комшилов.                                                                                         |
|             | Кавказский тетерев В центре — изображение кавказского тетерева на фоне растительности, вверху слева над изображением — надпись по окружности: «КАВКАЗСКИЙ ТЕТЕРЕВ». | - Каталожный номер: 5109-0008 - Художник: А. В. Бакланов. - Скульпторы С. М. Иванов, Д. Ю. Перепёлкин.                                                                         |
|             | Черноморская афалина В центре — изображение черноморской афалины, под изображением — надпись по окружности: «ЧЕРНОМОРСКАЯ АФАЛИНА». | - Каталожный номер: 5109-0009 - Художник: А. В. Бакланов. - Скульпторы: Н. А. Носов, Л. С. Комшилов.                                                                           |

| Номинал | Качество | Металл, проба    | Масса общая, г | Содержание химически чистого металла не менее, г | Диаметр, мм   | Толщина, мм  | Тираж, шт.             |
| ------- | -------- | ---------------- | -------------- | ------------------------------------------------ | ------------- | ------------ | ---------------------- |
| 1 рубль | пруф     | серебро 900/1000 | 17,44 (±0,16)  | 15,55                                            | 33,00 (±0,20) | 2,40 (±0,20) | 50 000 (каждой монеты) |

### Выпуск 1996 года
| Изображение | Описание | Примечание |
| ----------- | --- | --- |
|             | В центре диска — эмблема Банка России (двуглавый орёл художника И. Билибина), под ним: слева — обозначение металла, проба сплава, в центре — товарный знак монетного двора, справа — содержание драгоценного металла в чистоте. По окружности надписи, обрамлённые кругом из точек: вверху — «ОДИН РУБЛЬ 1996 г.», внизу — «БАНК РОССИИ». | Единый аверс для монет данной серии 1996 года. - Дата выпуска: 21 мая 1996 года - Чеканка: Ленинградский монетный двор (ЛМД). - Оформление гурта: 252 рифления. |
|             | Туркменский эублефар В центре — рельефное изображение туркменского эублефара, по окружности — надпись: «ТУРКМЕНСКИЙ ЭУБЛЕФАР». | - Каталожный номер: 5109-0010 - Художник: А. В. Бакланов. - Скульпторы: Л. С. Комшилов, М. А. Сыса.                                                             |
|             | Песчаный слепыш В центре — рельефное изображение песчаного слепыша, ниже по окружности — надпись: «ПЕСЧАНЫЙ СЛЕПЫШ». | - Каталожный номер: 5109-0011 - Художник: А. В. Бакланов. - Скульпторы: Л. С. Комшилов, Д. Ю. Перепёлкин.                                                       |
|             | Сапсан В центре — рельефное изображение сокола сапсана, ниже по окружности — надпись: «САПСАН». | - Каталожный номер: 5109-0012 - Художник: А. В. Бакланов. - Скульпторы: С. М. Иванов, П. В. Карпенко.                                                           |

| Номинал | Качество | Металл, проба    | Масса общая, г | Содержание химически чистого металла не менее, г | Диаметр, мм   | Толщина, мм  | Тираж, шт.             |
| ------- | -------- | ---------------- | -------------- | ------------------------------------------------ | ------------- | ------------ | ---------------------- |
| 1 рубль | пруф     | серебро 900/1000 | 17,44 (±0,16)  | 15,55                                            | 33,00 (±0,20) | 2,40 (±0,20) | 50 000 (каждой монеты) |

### Выпуск 1997 года
| Изображение | Описание | Примечание |
| ----------- | --- | --- |
|             | В центре диска — эмблема Банка России (двуглавый орёл художника И. Билибина), под ним: слева — обозначение металла, проба сплава, в центре — товарный знак монетного двора, справа — содержание драгоценного металла в чистоте. По окружности надписи, обрамлённые кругом из точек: вверху — «ОДИН РУБЛЬ 1997 г.», внизу — «БАНК РОССИИ». | Единый аверс монет данной серии 1997 года. - Дата выпуска: 28 ноября 1997 года - Чеканка: Ленинградский монетный двор (ЛМД). - Оформление гурта: 252 рифления. |
|             | Фламинго В центре — рельефное изображение двух фламинго, ниже по кругу надпись: «Фламинго». | - Каталожный номер: 5109-0027 - Художник: А. В. Бакланов. - Скульптор: И. С. Комшилов.                                                                         |
|             | Джейран В центре — рельефное изображение джейрана, ниже по кругу надпись: «Джейран». | - Каталожный номер: 5109-0028 - Художник: А. В. Бакланов. - Скульпторы: А. А. Долгополова, Л. С. Комшилов, Г. С. Тубилевич.                                    |
|             | Зубр В центре — рельефное изображение зубра, ниже по кругу надпись: «Зубр». | - Каталожный номер: 5109-0029 - Художник: А. В. Бакланов. - Скульпторы: А. В. Бакланов, А. А. Долгополова, Л. С. Комшилов, А. С. Кунац.                        |

| Номинал | Качество | Металл, проба    | Масса общая, г | Содержание химически чистого металла не менее, г | Диаметр, мм   | Толщина, мм  | Тираж, шт.             |
| ------- | -------- | ---------------- | -------------- | ------------------------------------------------ | ------------- | ------------ | ---------------------- |
| 1 рубль | пруф     | серебро 900/1000 | 17,44 (±0,16)  | 15,55                                            | 33,00 (±0,20) | 2,40 (±0,20) | 15 000 (каждой монеты) |

### Выпуск 1998 года
| Изображение | Описание | Примечание |
| ----------- | --- | --- |
|             | В центре диска — эмблема Банка России (двуглавый орёл художника И. Билибина, под ним надпись полукругом «БАНК РОССИИ»), обрамлённая кругом из точек и надписями по кругу: вверху — «ОДИН РУБЛЬ», внизу — «1998 г.», слева — обозначение металла, проба сплава, справа — содержание драгоценного металла в чистоте и товарный знак монетного двора. | Единый аверс монет данной серии 1998 года. - Дата выпуска: 29 сентября 1998 года - Чеканка: Санкт-Петербургский монетный двор (СПМД). - Оформление гурта: 252 рифления. |
|             | Дальневосточный сцинк В центре — рельефное изображение двух особей дальневосточного сцинка, ниже по кругу надпись: «ДАЛЬНЕВОСТОЧНЫЙ СЦИНК». | - Каталожный номер: 5109-0036 - Художник: А. В. Бакланов. - Скульптор: А. С. Кунац.                                                                                     |
|             | Лаптевский морж В центре — рельефное изображение лаптевского моржа, ниже по кругу надпись: «ЛАПТЕВСКИЙ МОРЖ». | - Каталожный номер: 5109-0037 - Художник: А. В. Бакланов. - Скульптор: А. А. Долгополова                                                                                |
|             | Гусь-белошей В центре — рельефное изображение пары гусей-белошей, ниже по кругу надпись: «ГУСЬ•БЕЛОШЕЙ». | - Каталожный номер: 5109-0038 - Художник: А. В. Бакланов. - Скульптор: А. С. Кунац.                                                                                     |

| Номинал | Качество | Металл, проба    | Масса общая, г | Содержание химически чистого металла не менее, г | Диаметр, мм   | Толщина, мм  | Тираж, шт.             |
| ------- | -------- | ---------------- | -------------- | ------------------------------------------------ | ------------- | ------------ | ---------------------- |
| 1 рубль | пруф     | серебро 900/1000 | 17,44 (±0,16)  | 15,55                                            | 33,00 (±0,20) | 2,40 (±0,20) | 15 000 (каждой монеты) |

### Выпуск 1999 года
| Изображение | Описание | Примечание |
| ----------- | --- | --- |
|             | В центре диска — эмблема Банка России (двуглавый орёл художника И. Билибина, под ним надпись полукругом «БАНК РОССИИ»), обрамлённая кругом из точек и надписями по кругу: вверху — «ОДИН РУБЛЬ», внизу — «1999 г.», слева — обозначение металла, проба сплава, справа — содержание драгоценного металла в чистоте и товарный знак монетного двора. | Единый аверс монет данной серии 1999 года. - Дата выпуска: 17 июня 1999 года - Чеканка: Санкт-Петербургский монетный двор (СПМД). - Оформление гурта: 252 рифления. |
|             | Даурский ёж В центре — изображение двух ежей, вверху по окружности надпись: «ДАУРСКИЙ ЁЖ». | - Каталожный номер: 5109-0039 - Художники: А. С. Кунац, А. В. Бакланов. - Скульптор: А. С. Кунац.                                                                   |
|             | Кавказская гадюка В центре — изображение гадюки, вверху по окружности надпись: «КАВКАЗСКАЯ ГАДЮКА». | - Каталожный номер: 5109-0040 - Художник: А. В. Бакланов. - Скульптор: А. А. Долгополова.                                                                           |
|             | Розовая чайка В центре — изображение чайки, внизу по окружности надпись: «РОЗОВАЯ ЧАЙКА». | - Каталожный номер: 5109-0041 - Художник: А. С. Кунац. - Скульптор: А. С. Кунац.                                                                                    |

| Номинал | Качество | Металл, проба    | Масса общая, г | Содержание химически чистого металла не менее, г | Диаметр, мм   | Толщина, мм  | Тираж, шт.             |
| ------- | -------- | ---------------- | -------------- | ------------------------------------------------ | ------------- | ------------ | ---------------------- |
| 1 рубль | пруф     | серебро 900/1000 | 17,44 (±0,16)  | 15,55                                            | 33,00 (±0,20) | 2,40 (±0,20) | 15 000 (каждой монеты) |

### Выпуск 2000 года
| Изображение | Описание | Примечание |
| ----------- | --- | --- |
|             | В центре диска — эмблема Банка России (двуглавый орёл художника И. Билибина, под ним надпись полукругом «БАНК РОССИИ»), обрамлённая кругом из точек и надписями по кругу: вверху — «ОДИН РУБЛЬ», внизу — «2000 г.», слева — обозначение металла, проба сплава, справа — содержание драгоценного металла в чистоте и товарный знак монетного двора. | Единый аверс монет данной серии 2000 года. - Дата выпуска: 29 сентября 2000 года - Чеканка: Санкт-Петербургский монетный двор (СПМД). - Оформление гурта: 252 рифления. |
|             | Чёрный журавль В центре — рельефное изображение пары чёрных журавлей, вверху по окружности — надпись: «ЧЁРНЫЙ ЖУРАВЛЬ». | - Каталожный номер: 5109-0042 - Художник: А. С. Кунац. - Скульптор: А. С. Кунац.                                                                                        |
|             | Леопардовый полоз В центре — рельефное изображение леопардового полоза, вверху по окружности — надпись: «ЛЕОПАРДОВЫЙ ПОЛОЗ». | - Каталожный номер: 5109-0043 - Художник: А. С. Кунац. - Скульптор: А. С. Кунац.                                                                                        |
|             | Выхухоль В центре — рельефное изображение выхухоли, вверху по окружности — надпись: «ВЫХУХОЛЬ». | - Каталожный номер: 5109-0044 - Художник: А. С. Кунац. - Скульптор: А. С. Кунац.                                                                                        |

| Номинал | Качество | Металл, проба    | Масса общая, г | Содержание химически чистого металла не менее, г | Диаметр, мм   | Толщина, мм  | Тираж, шт.            |
| ------- | -------- | ---------------- | -------------- | ------------------------------------------------ | ------------- | ------------ | --------------------- |
| 1 рубль | пруф     | серебро 900/1000 | 17,44 (±0,16)  | 15,55                                            | 33,00 (±0,20) | 2,40 (±0,20) | 3 000 (каждой монеты) |

### Выпуск 2001 года
| Изображение | Описание | Примечание |
| ----------- | --- | --- |
|             | В центре диска — эмблема Банка России (двуглавый орёл с опущенными крыльями, под ним надпись полукругом «БАНК РОССИИ»), обрамлённая кругом из точек и надписями по кругу: вверху — «ОДИН РУБЛЬ», внизу — «2001 г.», слева — обозначение металла, проба сплава, справа — содержание драгоценного металла в чистоте и товарный знак монетного двора. | Единый аверс монет данной серии 2001 года. - Дата выпуска: 18 октября 2001 года - Чеканка: Санкт-Петербургский монетный двор (СПМД). - Оформление гурта: 252 рифления. |
|             | Сахалинский осётр В центре — рельефное изображение осётра, вверху по окружности — надпись: «САХАЛИНСКИЙ ОСЁТР». | - Каталожный номер: 5109-0045 - Художник: А. С. Кунац. - Скульптор: С. А. Корнилов.                                                                                    |
|             | Алтайский горный баран В центре — рельефное изображение горного барана, слева по окружности — надпись: «АЛТАЙСКИЙ ГОРНЫЙ БАРАН». | - Каталожный номер: 5109-0046 - Художник: А. С. Кунац. - Скульптор: Е. В. Крамская.                                                                                    |
|             | Западносибирский бобр В центре — рельефное изображение пары бобров, по окружности — надпись: «ЗАПАДНОСИБИРСКИЙ БОБР». | - Каталожный номер: 5109-0047 - Художник: А. С. Кунац. - Скульптор: А. А. Долгополова.                                                                                 |

| Номинал | Качество | Металл, проба    | Масса общая, г | Содержание химически чистого металла не менее, г | Диаметр, мм   | Толщина, мм  | Тираж, шт.            |
| ------- | -------- | ---------------- | -------------- | ------------------------------------------------ | ------------- | ------------ | --------------------- |
| 1 рубль | пруф     | серебро 900/1000 | 17,44 (±0,16)  | 15,55                                            | 33,00 (±0,20) | 2,40 (±0,20) | 7 500 (каждой монеты) |

### Выпуск 2002 года
| Изображение | Описание | Примечание |
| ----------- | --- | --- |
|             | В центре диска — эмблема Банка России (двуглавый орёл с опущенными крыльями, под ним надпись полукругом — «БАНК РОССИИ»), обрамлённая кругом из точек и надписями по кругу: вверху — «ОДИН РУБЛЬ», внизу — «2002 г.», слева — обозначение металла, проба сплава, справа — содержание драгоценного металла в чистоте и товарный знак монетного двора. | Единый аверс монет данной серии 2002 года. - Дата выпуска: 17 октября 2002 года - Чеканка: Санкт-Петербургский монетный двор (СПМД). - Оформление гурта: 252 рифления. |
|             | Амурский горал В центре — рельефное изображение амурского горала, вверху по окружности — надпись: «АМУРСКИЙ ГОРАЛ». | - Каталожный номер: 5109-0055 - Художник: А. С. Кунац. - Скульптор: А. С. Крамская.                                                                                    |
|             | Сейвал В центре — рельефное изображение сейвала, внизу справа по окружности — надпись: «СЕЙВАЛ». | - Каталожный номер: 5109-0056 - Художник: А. С. Кунац. - Скульптор: А. А. Долгополова.                                                                                 |
|             | Беркут В центре — рельефное изображение беркута с птенцом, вверху слева по окружности — надпись: «БЕРКУТ». | - Каталожный номер: 5109-0057 - Художник: А. С. Кунац. - Скульптор: А. С. Кунац.                                                                                       |

| Номинал | Качество | Металл, проба    | Масса общая, г | Содержание химически чистого металла не менее, г | Диаметр, мм   | Толщина, мм  | Тираж, шт.             |
| ------- | -------- | ---------------- | -------------- | ------------------------------------------------ | ------------- | ------------ | ---------------------- |
| 1 рубль | пруф     | серебро 900/1000 | 17,44 (±0,16)  | 15,55                                            | 33,00 (±0,20) | 2,40 (±0,20) | 10 000 (каждой монеты) |

### Выпуск 2003 года
| Изображение | Описание | Примечание |
| ----------- | --- | --- |
|             | В центре диска — эмблема Банка России (двуглавый орёл художника И. Билибина, под ним надпись полукругом «БАНК РОССИИ»), обрамлённая кругом из точек и надписями по кругу: вверху — «ОДИН РУБЛЬ», внизу — «2003 г.», слева — обозначение металла, проба сплава, справа — содержание драгоценного металла в чистоте и товарный знак монетного двора. | Единый аверс монет данной серии 2003 года. - Дата выпуска: 2 октября 2003 года - Чеканка: Санкт-Петербургский монетный двор (СПМД). - Оформление гурта: 252 рифления. |
|             | Командорский голубой песец В центре — рельефное изображение пары командорских голубых песцов, по окружности — надпись: «КОМАНДОРСКИЙ ГОЛУБОЙ ПЕСЕЦ». | - Каталожный номер: 5109-0064 - Художник: А. С. Кунац. - Скульпторы: А. О. Краснов, А. С. Кунац.                                                                      |
|             | Малый баклан В центре — рельефное изображение малого баклана, вверху по окружности — надпись: «МАЛЫЙ БАКЛАН». | - Каталожный номер: 5109-0065 - Художник: А. С. Кунац. - Скульптор: А. С. Кунац.                                                                                      |
|             | Дальневосточная черепаха В центре — рельефное изображение дальневосточной черепахи, по окружности — надпись: «ДАЛЬНЕВОСТОЧНАЯ ЧЕРЕПАХА». | - Каталожный номер: 5109-0066 - Художник: А. С. Кунац. - Скульптор: Е. В. Крамская.                                                                                   |

| Номинал | Качество | Металл, проба    | Масса общая, г | Содержание химически чистого металла не менее, г | Диаметр, мм   | Толщина, мм  | Тираж, шт.             |
| ------- | -------- | ---------------- | -------------- | ------------------------------------------------ | ------------- | ------------ | ---------------------- |
| 1 рубль | пруф     | серебро 900/1000 | 17,44 (±0,16)  | 15,55                                            | 33,00 (±0,20) | 2,40 (±0,20) | 10 000 (каждой монеты) |

### Выпуск 2004 года
| Изображение | Описание | Примечание |
| ----------- | --- | --- |
|             | В центре диска — эмблема Банка России (двуглавый орёл с опущенными крыльями, под ним надпись полукругом «БАНК РОССИИ»), обрамлённая кругом из точек и надписями по кругу: вверху — «ОДИН РУБЛЬ», внизу — «2004 г.», слева — обозначение металла, проба сплава, справа — содержание драгоценного металла в чистоте и товарный знак монетного двора. | Единый аверс монет данной серии 2004 года. - Дата выпуска: 27 октября 2004 года - Чеканка: Санкт-Петербургский монетный двор (СПМД). - Оформление гурта: 252 рифления. |
|             | Амурский лесной кот В центре — рельефное изображение лежащего на ветви дерева лесного кота, по окружности — надпись: «АМУРСКИЙ ЛЕСНОЙ КОТ». | - Каталожный номер: 5109-0067 - Художник: А. С. Кунац. - Скульптор: Е. И. Новикова.                                                                                    |
|             | Камышовая жаба В центре — рельефное изображение двух особей камышовой жабы, по окружности — надпись: «КАМЫШОВАЯ ЖАБА». | - Каталожный номер: 5109-0068 - Художник: А. С. Кунац. - Скульптор: С. А. Корнилов.                                                                                    |
|             | Дрофа В центре — рельефное изображение двух особей дрофы, по окружности — надпись: «ДРОФА». | - Каталожный номер: 5109-0069 - Художник: А. С. Кунац. - Скульптор: А. А. Долгополова.                                                                                 |

| Номинал | Качество | Металл, проба    | Масса общая, г | Содержание химически чистого металла не менее, г | Диаметр, мм   | Толщина, мм  | Тираж, шт.             |
| ------- | -------- | ---------------- | -------------- | ------------------------------------------------ | ------------- | ------------ | ---------------------- |
| 1 рубль | пруф     | серебро 900/1000 | 17,44 (±0,16)  | 15,55                                            | 33,00 (±0,20) | 2,40 (±0,20) | 10 000 (каждой монеты) |

### Выпуск 2005 года
| Изображение | Описание | Примечание |
| ----------- | --- | --- |
|             | В центре диска — эмблема Банка России (двуглавый орёл художника И. Билибина, под ним надпись полукругом «БАНК РОССИИ»), обрамлённая кругом из точек и надписями по кругу: вверху — «ОДИН РУБЛЬ», внизу — «2005 г.», слева — обозначение металла, проба сплава, справа — содержание драгоценного металла в чистоте и товарный знак монетного двора. | Единый аверс монет данной серии 2005 года. - Дата выпуска: 3 октября 2005 года - Чеканка: Санкт-Петербургский монетный двор (СПМД). - Оформление гурта: 252 рифления. |
|             | Красный волк В центре — рельефное изображение красного волка, по окружности — надпись: «КРАСНЫЙ ВОЛК». | - Каталожный номер: 5109-0073 - Художник: А. А. Долгополова. - Скульптор: Ф. С. Андронов.                                                                             |
|             | Длинноклювый пыжик В центре — рельефное изображение пары длинноклювых пыжиков, по окружности — надпись: «ДЛИННОКЛЮВЫЙ ПЫЖИК». | - Каталожный номер: 5109-0074 - Художник: А. А. Долгополова. - Скульптор: А. В. Бакланов.                                                                             |
|             | Волховский сиг В центре — рельефное изображение волховского сига, по окружности — надпись: «ВОЛХОВСКИЙ СИГ». | - Каталожный номер: 5109-0075 - Художник: А. А. Долгополова. - Скульптор: Ю. С. Гоголь.                                                                               |

| Номинал | Качество | Металл, проба    | Масса общая, г | Содержание химически чистого металла не менее, г | Диаметр, мм   | Толщина, мм  | Тираж, шт.             |
| ------- | -------- | ---------------- | -------------- | ------------------------------------------------ | ------------- | ------------ | ---------------------- |
| 1 рубль | пруф     | серебро 925/1000 | 17,00 (±0,18)  | 15,55                                            | 33,00 (±0,20) | 2,40 (±0,20) | 10 000 (каждой монеты) |

### Выпуск 2006 года
| Изображение | Описание | Примечание |
| ----------- | --- | --- |
|             | В центре диска — эмблема Банка России (двуглавый орёл с опущенными крыльями, под ним надпись полукругом — «БАНК РОССИИ»), обрамлённая кругом из точек и надписями по кругу: вверху — «ОДИН РУБЛЬ», внизу — «2006 г.», слева — обозначение металла, проба сплава, справа — содержание драгоценного металла в чистоте и товарный знак монетного двора. | Единый аверс монет данной серии 2006 года. - Дата выпуска: 1 сентября 2006 года - Чеканка: Санкт-Петербургский монетный двор (СПМД). - Оформление гурта: 252 рифления. |
|             | Дзерен В центре — рельефное изображение дзерена, по окружности — надпись: «ДЗЕРЕН». | - Каталожный номер: 5109-0079 - Художники: А. А. Долгополова, Е. В. Крамская. - Скульптор: А. А. Долгополова.                                                          |
|             | Гусь сухонос В центре — рельефное изображение пары гусей, по окружности — надпись: «ГУСЬ СУХОНОС». | - Каталожный номер: 5109-0080 - Художник: Е. В. Крамская. - Скульптор: Е. В. Крамская.                                                                                 |
|             | Уссурийский когтистый тритон В центре — рельефное изображение тритона, по окружности — надпись: «УССУРИЙСКИЙ КОГТИСТЫЙ ТРИТОН». | - Каталожный номер: 5109-0081 - Художник: А. А. Долгополова. - Скульпторы: М. А. Тимофеева, А. В. Бакланов.                                                            |

| Номинал | Качество | Металл, проба    | Масса общая, г | Содержание химически чистого металла не менее, г | Диаметр, мм   | Толщина, мм  | Тираж, шт.             |
| ------- | -------- | ---------------- | -------------- | ------------------------------------------------ | ------------- | ------------ | ---------------------- |
| 1 рубль | пруф     | серебро 925/1000 | 17,00 (±0,18)  | 15,55                                            | 33,00 (±0,20) | 2,40 (±0,20) | 12 500 (каждой монеты) |

### Выпуск 2007 года
| Изображение | Описание | Примечание |
| ----------- | --- | --- |
|             | В центре диска — эмблема Банка России (двуглавый орёл с опущенными крыльями, под ним — надпись полукругом «БАНК РОССИИ»), обрамлённая кругом из точек и надписями по кругу — вверху: «ОДИН РУБЛЬ», внизу: слева — обозначения драгоценного металла и пробы сплава, в центре — дата выпуска «2007 г.», справа — содержание химически чистого металла и товарный знак монетного двора. | Единый аверс монет данной серии 2007 года. - Дата выпуска: 1 августа 2007 года - Чеканка: Санкт-Петербургский монетный двор (СПМД). - Оформление гурта: 252 рифления. |
|             | Кольчатая нерпа (ладожский подвид) В центре — рельефное изображение лежащей на льдине нерпы, на втором плане — голова вынырнувшей нерпы, вверху по окружности — надпись: «КОЛЬЧАТАЯ НЕРПА». | - Каталожный номер: 5109-0088 - Художник: Ф. С. Андронов. - Скульптор: Ф. С. Андронов.                                                                                |
|             | Степной лунь В центре — рельефное изображение луня в полёте, вверху по окружности — надпись: «СТЕПНОЙ ЛУНЬ». | - Каталожный номер: 5109-0089 - Художник: Ф. С. Андронов. - Скульптор: Ф. С. Андронов.                                                                                |
|             | Краснопоясный динодон В центре — изображение динодона, вверху по окружности — надпись: «КРАСНОПОЯСНЫЙ ДИНОДОН». | - Каталожный номер: 5109-0090 - Художник: Е. В. Крамская. - Скульптор: С. А. Корнилов.                                                                                |

| Номинал | Качество | Металл, проба    | Масса общая, г | Содержание химически чистого металла не менее, г | Диаметр, мм   | Толщина, мм  | Тираж, шт.             |
| ------- | -------- | ---------------- | -------------- | ------------------------------------------------ | ------------- | ------------ | ---------------------- |
| 1 рубль | пруф     | серебро 925/1000 | 17,00 (±0,18)  | 15,55                                            | 33,00 (±0,20) | 2,40 (±0,20) | 12 500 (каждой монеты) |

### Выпуск 2008 года
| Изображение | Описание | Примечание |
| ----------- | --- | --- |
|             | В центре диска — эмблема Банка России (двуглавый орёл с опущенными крыльями, под ним — надпись полукругом «БАНК РОССИИ»), обрамлённая кругом из точек и надписями по кругу — вверху: «ДВА РУБЛЯ», внизу: слева — обозначения драгоценного металла и пробы сплава, в центре — дата выпуска «2008 г.», справа — содержание химически чистого металла и товарный знак монетного двора. | Единый аверс монет данной серии 2008 года. - Дата выпуска: 1 сентября 2008 года - Чеканка: Санкт-Петербургский монетный двор (СПМД). - Оформление гурта: 195 рифлений. |
|             | Азово-черноморская шемая В центре — изображение азово-черноморской шемаи, на втором плане — плывущее судно и летящие птицы, вверху по окружности — надпись: «АЗОВО-ЧЕРНОМОРСКАЯ ШЕМАЯ». | - Каталожный номер: 5110-0086 - Художники: А. Д. Щаблыкин, Ф. С. Андронов. - Скульптор: Ю. С. Гоголь.                                                                  |
|             | Дозорщик-император В центре — изображение дозорщика-императора возле цветка, на втором плане — три летающих стрекозы, вверху по окружности — надпись: «ДОЗОРЩИК-ИМПЕРАТОР». | - Каталожный номер: 5110-0087 - Художник: Ф. С. Андронов. - Скульптор: Ф. С. Андронов.                                                                                 |
|             | Прибайкальский чёрношапочный сурок В центре — рельефное изображение прибайкальского чёрношапочного сурка, вверху по окружности — надпись: «ПРИБАЙКАЛЬСКИЙ ЧЕРНОШАПОЧНЫЙ СУРОК». | - Каталожный номер: 5110-0088 - Художники: А. Д. Щаблыкин, Е. В. Крамская. - Скульптор: А. Д. Бессонов.                                                                |

| Номинал | Качество | Металл, проба    | Масса общая, г | Содержание химически чистого металла не менее, г | Диаметр, мм   | Толщина, мм  | Тираж, шт.             |
| ------- | -------- | ---------------- | -------------- | ------------------------------------------------ | ------------- | ------------ | ---------------------- |
| 2 рубля | пруф     | серебро 925/1000 | 17,00 (±0,18)  | 15,55                                            | 33,00 (±0,20) | 2,40 (±0,20) | 12 500 (каждой монеты) |

### Выпуск 2010 года
| Изображение | Описание | Примечание |
| ----------- | --- | --- |
|             | В центре диска — эмблема Банка России (двуглавый орёл с опущенными крыльями, под ним — надпись полукругом «БАНК РОССИИ»), обрамленная кругом из точек и надписями по кругу — вверху: «ДВА РУБЛЯ», внизу: слева — обозначения драгоценного металла и пробы сплава, в центре — дата выпуска «2010 г.», справа — содержание химически чистого металла и товарный знак монетного двора. | Единый аверс монет данной серии 2010 года. - Дата выпуска: 1 сентября 2010 года - Чеканка: Санкт-Петербургский монетный двор (СПМД). - Оформление гурта: 195 рифлений. |
|             | Уссурийский пятнистый олень В центре — рельефное изображение уссурийского пятнистого оленя, по окружности — надпись: «УССУРИЙСКИЙ ПЯТНИСТЫЙ ОЛЕНЬ». | - Каталожный номер: 5110-0104 - Художник: Ф. С. Андронов. - Скульптор: Ф. С. Андронов.                                                                                 |
|             | Белоспинный альбатрос В центре — рельефное изображение трёх альбатросов, парящих над водной поверхностью, по окружности — надпись: «БЕЛОСПИННЫЙ АЛЬБАТРОС». | - Каталожный номер: 5110-0105 - Художник: Ф. С. Андронов. - Скульптор: А. А. Долгополова.                                                                              |
|             | Гюрза Рельефное изображение гюрзы на фоне растительности, вверху — надпись: «ГЮРЗА». | - Каталожный номер: 5110-0106 - Художник: Ф. С. Андронов. - Скульптор: А. Н. Бессонов.                                                                                 |

| Номинал | Качество | Металл, проба    | Масса общая, г | Содержание химически чистого металла не менее, г | Диаметр, мм   | Толщина, мм  | Тираж, шт.            |
| ------- | -------- | ---------------- | -------------- | ------------------------------------------------ | ------------- | ------------ | --------------------- |
| 2 рубля | пруф     | серебро 925/1000 | 17,00 (±0,18)  | 15,55                                            | 33,00 (±0,20) | 2,40 (±0,20) | 7 500 (каждой монеты) |

### Выпуск 2012 года
| Изображение | Описание | Примечание |
| ----------- | --- | --- |
|             | В центре диска — эмблема Банка России (двуглавый орёл с опущенными крыльями, под ним — надпись полукругом «БАНК РОССИИ»), обрамленная кругом из точек и надписями по кругу — вверху: «ДВА РУБЛЯ», внизу: слева — обозначения драгоценного металла и пробы сплава, в центре — дата выпуска «2012 г.», справа — содержание химически чистого металла и товарный знак монетного двора. | Единый аверс монет данной серии 2012 года. - Дата выпуска: 2 апреля 2012 года - Чеканка: Московский монетный двор (ММД). - Оформление гурта: 195 рифлений. |
|             | Забайкальский солонгой В центре — рельефное изображение забайкальского солонгоя, вверху у канта — надпись полукругом: «ЗАБАЙКАЛЬСКИЙ СОЛОНГОЙ». | - Каталожный номер: 5110-0113 - Художник: Е. В. Крамская. - Скульптор: С. В. Ерохина.                                                                      |
|             | Белоклювая гагара В центре — рельефное изображение белоклювой гагары, сидящей на воде, слева — стебли тростника, вверху — изображение летящей птицы, внизу вдоль канта — надпись полукругом: «БЕЛОКЛЮВАЯ ГАГАРА». | - Каталожный номер: 5110-0114 - Художник: Е. В. Крамская. - Скульптор: С. В. Ерохина.                                                                      |
|             | Небесный усач В центре — рельефное изображение небесного усача, ползущего вверх по стволу растения, внизу вдоль канта — надпись полукругом: «НЕБЕСНЫЙ УСАЧ». | - Каталожный номер: 5110-0115 - Художник: Е. В. Крамская. - Скульптор: А. И. Молостов.                                                                     |

| Номинал | Качество | Металл, проба    | Масса общая, г | Содержание химически чистого металла не менее, г | Диаметр, мм   | Толщина, мм  | Тираж, шт.            |
| ------- | -------- | ---------------- | -------------- | ------------------------------------------------ | ------------- | ------------ | --------------------- |
| 2 рубля | пруф     | серебро 925/1000 | 17,00 (±0,18)  | 15,55                                            | 33,00 (±0,20) | 2,40 (±0,20) | 5 000 (каждой монеты) |

### Выпуск 2014 года
| Изображение | Описание | Примечание |
| ----------- | --- | --- |
|             | В центре диска — эмблема Банка России (двуглавый орёл с опущенными крыльями, под ним — надпись полукругом «БАНК РОССИИ»), обрамленная кругом из точек и надписями по кругу — вверху: «ДВА РУБЛЯ», внизу: слева — обозначения драгоценного металла и пробы сплава, в центре — дата выпуска «2014 г.», справа — содержание химически чистого металла и товарный знак монетного двора. | Единый аверс монет данной серии 2014 года. - Дата выпуска: 1 апреля 2014 года - Чеканка: Московский монетный двор (ММД). - Оформление гурта: 195 рифлений. |
|             | Кулан В центре — рельефное изображение бегущего кулана, справа вверху вдоль канта — надпись: «КУЛАН». | - Каталожный номер: 5110-0130 - Художник: А. Д. Щаблыкин. - Скульптор: А. А. Долгополова.                                                                  |
|             | Каравайка В центре — рельефное изображение двух караваек, одна из которых сидит на стебле тростника, а другая парит в воздухе, слева вверху вдоль канта — надпись: «КАРАВАЙКА». | - Каталожный номер: 5110-0131 - Художник: А. Д. Щаблыкин. - Скульптор: Ф. С. Андронов.                                                                     |
|             | Сом Солдатова В центре — рельефное изображение сома Солдатова, перед ним — куст водоросли, справа вверху вдоль канта — надпись: «СОМ СОЛДАТОВА». | - Каталожный номер: 5110-0132 - Художник: А. Д. Щаблыкин. - Скульптор: А. А. Долгополова.                                                                  |

| Номинал | Качество | Металл, проба    | Масса общая, г | Содержание химически чистого металла не менее, г | Диаметр, мм   | Толщина, мм  | Тираж, шт.            |
| ------- | -------- | ---------------- | -------------- | ------------------------------------------------ | ------------- | ------------ | --------------------- |
| 2 рубля | пруф     | серебро 925/1000 | 17,00 (±0,18)  | 15,55                                            | 33,00 (±0,20) | 2,40 (±0,20) | 5 000 (каждой монеты) |

### Выпуск 2016 года
| Изображение | Описание                                          | Примечание |
| ----------- | ------------------------------------------------- | --- |
|             | В центре диска — …                                | Единый аверс монет данной серии 2016 года. - Дата выпуска: 29 апреля 2016 года - Чеканка: Московский монетный двор (ММД). - Оформление гурта: 195 рифлений. |
|             | Манул В центре — рельефное изображение …          | - Каталожный номер: 5110-0141 - Художник: А. Д. Щаблыкин. - Скульптор: А. И. Молостов.                                                                      |
|             | Красный коршун В центре — рельефное изображение … | - Каталожный номер: 5110-0142 - Художник: А. Д. Щаблыкин. - Скульптор: Е. А. Ястребова.                                                                     |
|             | Алкиной В центре — рельефное изображение …        | - Каталожный номер: 5110-0143 - Художник: А. Д. Щаблыкин. - Скульптор: Э. А. Тользин.                                                                       |

| Номинал | Качество | Металл, проба    | Масса общая, г | Содержание химически чистого металла не менее, г | Диаметр, мм   | Толщина, мм  | Тираж, шт.            |
| ------- | -------- | ---------------- | -------------- | ------------------------------------------------ | ------------- | ------------ | --------------------- |
| 2 рубля | пруф     | серебро 925/1000 | 17,00 (±0,18)  | 15,55                                            | 33,00 (±0,20) | 2,40 (±0,20) | 7 000 (каждой монеты) |

### Выпуск 2019 года
| Изображение | Описание                                                   | Примечание |
| ----------- | ---------------------------------------------------------- | --- |
|             | В центре диска — …                                         | Единый аверс монет данной серии 2019 года. - Дата выпуска: 5 марта 2019 года - Чеканка: Санкт-Петербургский монетный двор (СПМД). - Оформление гурта: 195 рифлений. |
|             | Дальневосточный леопард В центре — рельефное изображение … | - Каталожный номер: 5110-0158 - Художник: Ф.С. Андронов. - Скульптор: Ф.С. Андронов.                                                                                |
|             | Красноногий ибис В центре — рельефное изображение …        | - Каталожный номер: 5110-0159 - Художник: Ф.С. Андронов. - Скульптор: Ф.С. Андронов.                                                                                |
|             | Белуга В центре — рельефное изображение …                  | - Каталожный номер: 5110-0160 - Художник: Ф.С. Андронов. - Скульптор: Ф.С. Андронов.                                                                                |

| Номинал | Качество | Металл, проба    | Масса общая, г | Содержание химически чистого металла не менее, г | Диаметр, мм   | Толщина, мм  | Тираж, шт.            |
| ------- | -------- | ---------------- | -------------- | ------------------------------------------------ | ------------- | ------------ | --------------------- |
| 2 рубля | пруф     | серебро 925/1000 | 17,00 (±0,18)  | 15,55                                            | 33,00 (±0,20) | 2,40 (±0,20) | 7 000 (каждой монеты) |

### Выпуск 2022 года
Выпущено 3 монеты: Одуванчик белоязычковый, Сетконоска сдвоенная и Фиалка надрезанная.

### Выпуск 2024 года
Выпущено 3 монеты: Дикуша, Перевязка и Морщинистокрылая жужелица.

### Выпуск 2026 года
Запланирован выпуск 3 монет: Кавказская лесная кошка, Очковая гага и Ушастая круглоголовка.